# 우즈마사코류지역
우즈마사코류지역(일본어: 太秦広隆寺駅, うずまさこうりゅうじえき)은 일본 교토부 교토시 우쿄구에 있는 게이후쿠 전기 철도 아라시야마 본선의 역이다. 역 번호는 A7이다.
역 바로 북서쪽으로 고류지가 있어 누문 앞의 병용 궤도를 가로지르는 전차의 모습은 게이후쿠 전철(란덴) 연선의 하이라이트 중 하나이다.

## 역사
- 1910년 3월 25일: 아라시야마 전차 궤도의 우즈마사역(일본어: 太秦駅, うずまさえき)으로 영업 개시.
- 1914년경: 다이코마에역(일본어: 太子前駅, たいしまええき)으로 역명 변경.
- 1918년 4월 2일: 회사 합병에 의한 교토 전등이 운영하는 아라시야마 전철역이 됨.
- 1942년 3월 2일: 노선 양도로 인한 게이후쿠 전기 철도의 역이 됨.
- 1944년 4월 16일: 우즈마사역으로 다시 변경.
- 2007년 3월 19일: 우즈마사코류지역으로 역명 변경.

## 역 구조
상대식 승강장 2면 2선의 지상역이다. 역사 승강장 서쪽 끝 사로의 산조도리와 연결된다. 통상으로는 역무원의 배치역이지만, 다객기의 주말을 중심으로 역무원이 배치되는 경우가 있다.
아라시야마 방면 플랫폼은 승강장과 접하고 상점 입구와 민가의 현관, 골목 입구가 있는 플랫폼이 도로로 이용되고 있다. 그래서, 벤치들이 전혀 설치되지 않았다.

## 역 주변
- 고류지
- 교토 시 소방국 우쿄 소방서
- 우쿄 경찰서
- 토에이 우즈마사 영화촌
- 교토 시립 우즈마사 초등학교
- 교토 부도 112호 니조 정거장 아라시야마 선
- 오자케 신사

## 인접역
| 게이후쿠 전기 철도 ■ 아라시야마 본선 | 게이후쿠 전기 철도 ■ 아라시야마 본선 | 게이후쿠 전기 철도 ■ 아라시야마 본선 |
| ------------------------------------ | ------------------------------------ | ------------------------------------ |
| A6 가이코노야시로 시조오미야 방면    |                                      | 가타비라노쓰지 A8 아라시야마 방면    |